# Anna Pinnock
Pour les articles homonymes, voir Pinnock (homonymie).
Anna Joyce Pinnock est une chef décoratrice britannique née en novembre 1961.
Elle est principalement connue pour ses décors sur les films L'Odyssée de Pi (2012), The Grand Budapest Hotel (2014) et la série de films Les Animaux fantastiques (depuis 2016).
Elle remporte l'Oscar des meilleurs décors ainsi qu'un BAFTA Award en 2015 pour le film The Grand Budapest Hotel, et un BAFTA Award pour son travail sur le premier film des Animaux fantastiques en 2017.

## Biographie
C'est la sœur du chef d'orchestre et claveciniste britannique Trevor Pinnock. Elle travaille d'abord comme décoratrice pour la comédie britannique Quatre Mariages et un enterrement en 1994. Sa première nomination pour les meilleurs décors aux Oscars, avec Stephen Altman (en), date de 2002 pour Gosford Park. Aux Oscars 2008, elle est à nouveau nommée dans la même catégorie, cette fois avec Dennis Gassner, pour le film À la croisée des mondes : La Boussole d'or. Elle reçoit sa troisième nomination aux Oscars en 2013 avec David Gropmanpour pour son travail sur le drame d'aventure L'Odyssée de Pi, sorti 2012. La même année, elle travaille comme décoratrice pour le thriller d'espionnage britannique Skyfall. 
En 2015, elle remporte l'Oscar des meilleurs décors avec Adam Stockhausen pour son travail sur The Grand Budapest Hotel, en étant également nommée dans la même catégorie, avec Dennis Gassner, pour Into the Woods. Une autre nomination aux Oscars a suivi en 2017 pour son travail sur Les Animaux fantastiques, en 2016.
Elle est à la tête depuis septembre 2014 de Anna Pinnock Decoration Limited.

## Filmographie sélective
- 1994 : Quatre Mariages et un enterrement (Four Weddings and a Funeral) de Mike Newell
- 1997 : Le Cinquième Élément de Luc Besson
- 1999 : Haute Voltige (Entrapment) de Jon Amiel
- 2000 : L'Échange (Proof of Life) de Taylor Hackford
- 2000 : La Plage (The Beach) de Danny Boyle
- 2001 : Gosford Park de Robert Altman
- 2004 : Troie (Troy) de Wolfgang Petersen
- 2004 : Van Helsing de Stephen Sommers
- 2006 : Par effraction (Breaking and Entering) d'Anthony Minghella
- 2007 : À la croisée des mondes : La Boussole d'or (His Dark Materials: The Golden Compass) de Chris Weitz
- 2008 : Quantum of Solace de Marc Forster
- 2010 : The Tourist de Florian Henckel von Donnersmarck
- 2012 : Skyfall de Sam Mendes
- 2012 : L'Odyssée de Pi (Life of Pi) d'Ang Lee
- 2014 : Into the Woods de Rob Marshall
- 2014 : The Grand Budapest Hotel de Wes Anderson
- 2015 : 007 Spectre (Spectre) de Sam Mendes
- 2016 : Tarzan (The Legend of Tarzan) de David Yates
- 2016 : Les Animaux fantastiques (Fantastic Beasts and Where to Find Them) de David Yates
- 2018 : Les Animaux fantastiques : Les Crimes de Grindelwald de David Yates

## Distinctions

### Récompenses
- Oscars 2015 : Oscar des meilleurs décors pour The Grand Budapest Hotel
- BAFTA 2015 : British Academy Film Award des meilleurs décors pour The Grand Budapest Hotel
- BAFTA 2017 : British Academy Film Award des meilleurs décors pour Les Animaux fantastiques

### Nominations
- Oscar des meilleurs décors
  - en 2002 pour Gosford Park
  - en 2008 pour À la croisée des mondes : La Boussole d'or
  - en 2013 pour L'Odyssée de Pi
  - en 2015 pour Into the Woods
  - en 2017 pour Les Animaux fantastiques
- British Academy Film Award des meilleurs décors
  - en 2013 pour L'Odyssée de Pi et pour Skyfall